# Kąty (Wieluń)
Pour les articles homonymes, voir Kąty.
Kąty est une localité polonaise de la gmina de Czarnożyły, située dans le powiat de Wieluń en voïvodie de Łódź.